# Psałterz floriański
Psałterz floriański (wł. Psalterium trilingue) – trójlingwiczny, łacińsko-polsko-niemiecki, psałterz pochodzący z końca XIV wieku. Jego nazwa pochodzi od miejscowości w Austrii – Sankt Florian, gdzie w 1931 roku w imieniu polskiego rządu zakupił go Ludwik Bernacki, dyrektor lwowskiego Ossolineum. Bywa także zwany Psałterzem Jadwigi.
W obliczu II wojny światowej wywieziony do Kanady, powrócił do Warszawy po 28 latach. Rękopis jest przechowywany w Bibliotece Narodowej w Warszawie [sygnatura BN Rps 8002 III (1)].

## Okoliczności powstania
Okoliczności i czas powstania manuskryptu nie są dokładnie znane. Współcześnie przyjmuje się, że manuskrypt powstał w Małopolsce, najpewniej w Krakowie. Umieszczony na karcie 53v herb Andegawenów sugeruje, że psałterz został wykonany na zlecenie tej dynastii.
Zdaniem Ewy Śnieżyńskiej-Solot (1992) i Wiesława Wydry (1995) prace nad psałterzem, przygotowywanym na potrzeby dworu królowej Jadwigi mogły rozpocząć się w 1398, zaś przerwane zostały w 1399 z powodu śmierci władczyni. Według Śnieżyńskiej-Solot iluminatorem i kopistą pierwszej części psałterza mógł być Bartłomiej z Jasła. Badaczka hipotezę tę opiera na fakcie, że wiadomo, iż Bartłomiej przepisywał na zlecenie Jadwigi inne księgi biblijne. Przerwane prace nad psałterzem zostały wznowione w pierwszej ćwierci XV w. na zlecenie innej, nieznanej osoby.
Inna hipoteza zakładała, że inicjatorem powstania psałterza był biskup krakowski Piotr Wysz. Kodeks miał być darem dla Jadwigi, spodziewającej się dziecka. Wedle tej hipotezy część psalmów przepisano w klasztorze kanoników regularnych św. Augustyna w Kłodzku. Prace wznowiono po 1405, gdy Władysław Jagiełło sprowadził zakonników do nowo ufundowanego klasztoru przy kościele Bożego Ciała w Krakowie. Nowy właściciel, dla którego dokończono spisywanie psałterza, nie jest znany. Hipotezę o pochodzeniu psałterza z Kłodzka propagował Ludwik Bernacki (1927). W 1949 Witold Taszycki podważył tę hipotezę, wykazując, że język starszej części psałterza wykazuje cechy charakterystyczne dla środkowej Małopolski, mógł więc powstać w skryptorium w Krakowie.
Na przełomie XIX i XX w. Władysław Nehring i Aleksander Brückner postawili tezę, że już pod koniec XIII w. mogło istnieć tłumaczenie psalmów na język polski, nazwane umownie Psałterzem św. Kingi. Zdaniem badaczy późniejsze tłumaczenia psalmów na polski, w tym Psałterz floriański, mogły opierać się na tym wczesnym tłumaczeniu. Jednak, jak dotąd, istnienie hipotetycznego Psałterza św. Kingi nie zostało potwierdzone.

## Historia rękopisu
Prawdopodobnie w XVI w. psałterz w niewyjaśnionych okolicznościach trafił za granicę. Być może został skradziony podczas pożaru Krakowa w 1556 albo wywieziony w tym samym roku do Włoch przez królową Bonę, gdy opuszczała Kraków. Dawniej przypuszczano także, że być może psałterz wywiozła Katarzyna Habsburżanka, która opuściła Polskę w 1565 i do śmierci pozostała w Linzu. Na karcie Ir manuskryptu znajduje się zapis, że w 1557 bliżej nieznany Bartłomiej Siess (lub Süss) nabył rękopis od włoskiego kupca za 7 soldów. Najpóźniej w 1637 trafił do biblioteki kanoników regularnych w opactwie St. Florian koło Linzu w Austrii i w tymże roku został po raz pierwszy odnotowany w katalogu biblioteki klasztornej. Od nazwy tego klasztoru utarło się dla manuskryptu określenie Psałterz floriański, nadane przez Władysława Nehringa w 1871.
Na karcie Iv manuskryptu istnieje inna niewyraźna notka własnościowa z XV wieku. Jedno z możliwych odczytań wytartego tekstu to Jois de 7em tilijs. Zdaniem Miłosza Sosnowskiego (2020) można ten zapis zinterpretować jako Iohannis de Septem Tiliis. Według badacza mógłby to być znany skądinąd Jan z Lipan w dzisiejszej Słowacji (po łacinie miejscowość określano jako Septemtiliae), zmarły około 1438–1440, co świadczyłoby, że manuskrypt opuścił Polskę już w XV wieku. Brak jednak innych dowodów przemawiających za tą hipotezą.
W 1827 manuskrypt odkrył w zbiorach klasztoru St. Florian tamtejszy bibliotekarz, ks. Josef Chmel, identyfikując go jako cenny zabytek piśmiennictwa polskiego. W tym samym roku pierwszą publiczną informację o odkryciu ogłosił kierownik Biblioteki Jagiellońskiej Jerzy Samuel Bandtkie .
W 1930 rząd polski otrzymał od austriackich zakonników ofertę sprzedaży psałterza. Ostatecznie po negocjacjach psałterz został zakupiony w 1931 za kwotę 70 tys. dolarów amerykańskich i przekazany do Biblioteki Narodowej. Transakcji i przewiezienia manuskryptu dokonał dyrektor Biblioteki Stefan Demby.
W roku 1939, w obliczu nadciągającej wojny został wywieziony do Francji, a niedługo potem do Ottawy w Kanadzie, skąd został ponownie sprowadzony do Polski w roku 1959. Od początku lat 60. XX wieku przechowywany w zbiorach specjalnych Biblioteki Narodowej w Pałacu Krasińskich (Pałacu Rzeczypospolitej), skąd trafił do nowego skarbca Biblioteki Narodowej przy al. Niepodległości.
Manuskrypt został wpisany  na Listę Krajową Programu UNESCO Pamięć Świata w 2024 roku.

## Wydania
Pierwsze wydanie psałterza na podstawie oryginału miało miejsce w 1834 w Wiedniu staraniem polskiego wydawcy Stanisława Jana Borkowskiego . Zostało ono nazwane Psałterzem królowej Małgorzaty, ponieważ Borkowski uznał, że Ludwik Węgierski zlecił przygotowanie tego psałterza dla swojej małżonki Małgorzaty. Wydanie to zawierało tylko tekst psalmów po polsku.
W 1883 Władysław Nehring wydał polski tekst w publikacji zatytułowanej Psalterii Florianensis partem polonicam ad fidem codicis .
Wydanie całości, zatytułowane Psałterz floriański. Łacińsko-polsko-niemiecki rękopis Bibljoteki Narodowej w Warszawie, ukazało się w 1939 we Lwowie pod redakcją Ludwika Bernackiego, nakładem Zakładu Narodowego im, Ossolińskim i przy wsparciu Sejmu śląskiego. Publikacja zawierała tekst psałterza w trzech językach opracowany przez Ryszarda Ganszyńca, Witolda Taszyckiego i Stefana Kubicę. Oprócz tego edycja zawierała cztery rozprawy dotyczące szczegółowych zagadnień związanych z psałterzem, autorstwa Aleksandra Birkenmajera, Władysława Podlachy oraz Heleny Polaczkówny. W 2002 ukazał się reprint tego wydania. W 2006 Wacław Twardzik na nowo opracował tekst Psałterza w ramach projektu badawczego Biblioteka zabytków piśmiennictwa średniowiecznego.
18 maja 2009 roku podczas wizyty w Watykanie prezydent Lech Kaczyński podarował faksymile „Psałterza floriańskiego” papieżowi Benedyktowi XVI.
Psałterz floriański jest w całości dostępny online w zbiorach wirtualnych, w projekcie Polona Biblioteki Narodowej.

## Opis
Manuskrypt, spisany na pergaminie in folio, ma wymiary 32 × 22,5 cm. Według danych Biblioteki Narodowej zawiera 298 kart + III karty dodatkowe. Według innych podziałów składa się z 296 kart i V kart dodatkowych z XVI wieku lub 297 kart i IV kart dodatkowych. Okazała oprawa z tłoczonej skóry na desce została wykonana prawdopodobnie około 1564, być może przez introligatora Heinricha Yegema w Tyrolu lub Austrii. Kodeks składa się z 35 składek. Duże rozmiary psałterza sugerują, że nie był to raczej modlitewnik prywatny, tylko przeznaczony na potrzeby dworu.
Tekst zapisany jest staranną minuskułą gotycką w dwóch kolumnach. Spisany został przez trzech anonimowych kopistów w różnym czasie. Przyjmuje się, że część pierwszą (psalmy 1–101,18) zapisał kopista A (być może Bartłomiej z Jasła), część drugą (psalmy 101,19–106,2) kopista B, zaś część trzecią (od psalmu 106,3 do końca) kopista C, już na początku XV wieku.
Jest to dzieło trójjęzyczne (łacina, polski, niemiecki). Każdy wers zapisany jest w trzech językach – najpierw po łacinie, następnie po polsku i niemiecku (dialekt południowo-wschodni). Wersety poszczególnych wersji językowych oznaczone są kolorowymi inicjałami: zwykle łacińskie – złotymi, polskie – niebieskimi, niemieckie – czerwonymi. Tekst łaciński został zaczerpnięty z Wulgaty. Tekst niemiecki zbliżony jest do Psałterza trzebnickiego i Psałterza Piotra z Paczkowa. Tekst polski wykazuje zależność od pochodzących z XIV wieku odpisów prapsałterzy czeskich: Psałterza wittenberskiego i Psałterza klementyńskiego.
Tekst składa się z trzech części:
- pierwsza, psalmy 1–101
- druga, psalmy 102–106
- trzecia, psalmy 107–150

Na początku psałterza umieszczony jest prolog, pochodzący z dzieła Ludwika Saksończyka z około 1360.
Zabytek należy do tzw. psałterzy ferialnych – jego układ jest ośmiodzielny, tzn. przeznaczony do odmawiania w kolejne dni tygodnia, zaczynając i kończąc na niedzieli. Zgodnie z tym układem duże inicjały zdobią pierwsze z psalmów świątecznych i ferialnych.
Tekst biblijny nie posiada podziału na rozdziały i wersety. Oprócz psałterza manuskrypt zawiera również kilka hymnów i kantyków Starego Testamentu (Wyj 15,1-19; 1 Sam 2,1-10; Iz 12,1-6; Iz 38,10-20; Hab 3,1-6).

## Język
Psałterz jest zabytkiem pisowni złożonej I stopnia (najlepsza w części pierwszej, w częściach kolejnych występuje niekonsekwencja w pisowni).
Autor pierwszej części regularnie stosował dwuznaki. Grafem ∫z oznacza głoski dziąsłowe š i ž (Ocropi∫z, przemo∫ze∫z, bo∫ze), rz jest zawsze znakiem dla ř (grzech, otworz), grafem dz – dla ӡ, ӡ́, (∫ødzø, bødze). Nie wszędzie jednak występuje konsekwencja w odróżnianiu fonemów – cz może oznaczać c lub č, zaś spółgłoska j jest oznaczana trzema literami: i (ie∫m), y (neoteymuy) lub g (mogich). Spółgłoski i, y są zwykle oznaczane literą i (lichoti).  Miękkość spółgłosek nie jest oznaczana.
W częściach II i III występują liczne wpływy czeskie, co wskazuje, iż wzorcem było poza tekstem łacińskim również tłumaczenie na język czeski.
Pierwsza część psałterza stanowi jedno z najważniejszych źródeł do poznania systemu fonologicznego i gramatycznego średniowiecznej polszczyzny. W tekście występuje wiele archaizmów:
- stare formy słów jako, kako, tako, przeciwo[39]
- złożone grupy spółgłoskowe, które w późniejszym czasie uległy przekształceniom, np.  mołwa, mnożstwo, czrzewia, śćwirdzić[39]
- czas przeszły złożony z formami słówka posiłkowego być, np. zgrzeszył jeśm, miłował jeś[38]
- tryb przypuszczający ze starą odmianą słowa posiłkowego: bych, by[38]
- archaizmy leksykalne, w tym słowa nienotowane w innych zabytkach staropolszczyzny, np. niezbożstwo ‘nieszczęście’, odjimca ‘obrońca’, potrzebiznny ‘ubogi’, rozliczycie ‘rozlicznie’, społowić ‘przepołowić’, uwroz ‘sznur’[38]

Zdaniem Taszyckiego język całego polskiego tekstu psałterza zawiera cechy ówczesnego dialektu małopolskiego, przy czym pierwsza, najstarsza część nosi cechy środkowo-małopolskie, zaś późniejsze, dalsze części – cechy północno-małopolskie. Zdaniem Taszyckiego o środkowo-małopolskim pochodzeniu świadczą m.in.: formy miejscownika l. mn. na -och (w bogoch, w obrazoch, w krajoch) obok form na -ech (w bodzech, w obraziech), używanie cząstki -ow- zarówno po spółgłoskach miękkich, jak i twardych (ku ołtarzowi, jeleniow), pisownia mie, cie, sie z czasownikami (przyjął mie, wiesielcie sie) i pisownia mię, cię, się po przyimkach (na mię, pod cię, za się), formy typu sierce, dzierżeć. Jednak cechy językowe nie przesądzają o miejscu powstania dokumentu, ponieważ cechy te mogły się nakładać w wyniku kopiowania z tekstów wcześniejszych.